# Lemon Curd

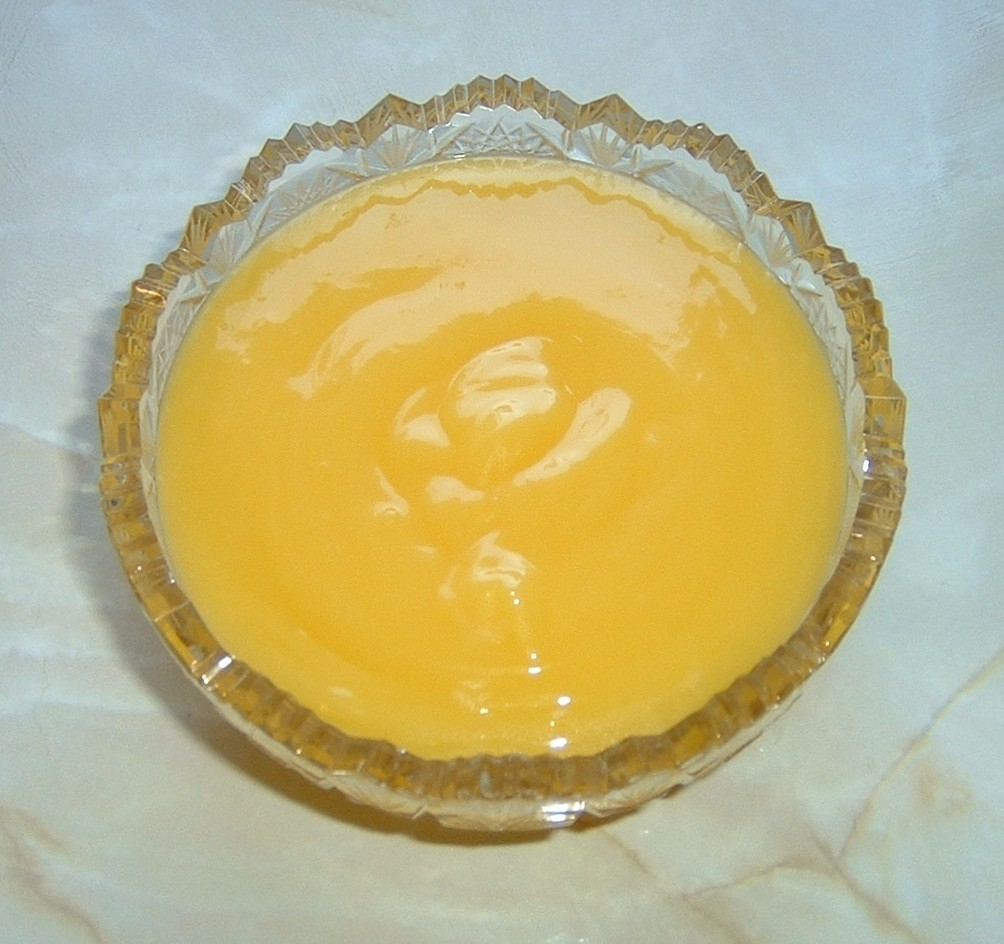
Selbstgemachter Lemon Curd

Lemon Curd [ˈlemən kɜːd] („Zitronencreme“) ist eine besonders in Großbritannien und Nordamerika verbreitete Creme, die aus Eiern, Zucker, Butter sowie Zitronen oder als Lime Curd mit Limetten hergestellt wird. Die Masse hat eine puddingartig-cremige Beschaffenheit. Das besonders intensive Aroma erhält die Creme dadurch, dass sowohl Saft als auch Zesten der Zitrusfrüchte verwendet werden.
Lemon Curd gehört – ähnlich wie Marmelade – zu den traditionellen englischen Brotaufstrichen. Als solcher wird er klassisch mit Toastbrot oder Scones zum Nachmittagstee serviert. Ebenfalls traditionell ist die Verwendung als Füllung für Torten, wie beim Lemon Meringue Pie, einer flachen Torte aus Lemon Curd mit einer Baiserhaube. In moderneren Varianten wird Lemon Curd auch als Füllung oder Topping für Cupcakes, Muffins usw. verwendet.
Im Handel erhältliche Fertigprodukte können eine von der oben erwähnten „klassischen“ Zusammensetzung deutlich abweichende Zutatenliste aufweisen; neben Haushaltszucker kann beispielsweise auch Maissirup („Glukose-Fruktose-Sirup“) enthalten sein und statt Butter Margarine mit einem Anteil von Palmöl.
In Deutschland existieren regionale Variationen der Zitronencreme, die sich von der klassischen britischen Version unterscheiden. Eine traditionelle DDR-Version beispielsweise wird ohne Gelatine hergestellt und stattdessen mit einfachen Zutaten wie Zitronensaft, Zucker, Butter und einem natürlichen Bindemittel zubereitet. Diese Variante zeichnet sich durch ihre leichtere Konsistenz und den Verzicht auf Eier aus, wodurch sie sich von der puddingartigen Textur des klassischen Lemon Curds abhebt. Diese Zitronencreme wurde in der DDR oft als Dessert gereicht und ist auch heute noch ein beliebter Klassiker, der an die Hausmannskost jener Zeit erinnert.